# 장락산
장락산(張洛山)은 대한민국 경기도 가평군과 강원특별자치도 홍천군의 경계에 있는 높이 627m의 산이다. 경기 육괴의 선캄브리아기 장락층군으로 구성되며 장락층군의 표식지이다. 

## 같이 보기
- 한국의 산
- 가평군의 지질
- 홍천군의 지질